# Hakseong-dong, Wonju
Hakseong-dong (koreanska: 학성동) är en stadsdel i staden Wonju i provinsen Gangwon i den centrala delen av Sydkorea, 90 km öster om huvudstaden Seoul.